# Zosinowo
Zosinowo (prononciation [zɔɕiˈnɔvɔ]) est un village de la gmina de Kąkolewnica du powiat de Radzyń Podlaski dans la voïvodie de Lublin, situé dans l'est de la Pologne.
Il se situe à environ 10 kilomètres au nord de Radzyń Podlaski (siège du powiat) et 69 kilomètres au nord de Lublin (capitale de la voïvodie).
Le village comptait approximativement une population de 114 habitants en 2009.

## Histoire
De 1975 à 1998, le village est attaché administrativement à la voïvodie de Biała Podlaska.

Depuis 1999, il fait partie de la nouvelle voïvodie de Lublin.